# Praeviogomphus proprius
Espèce
Praeviogomphus proprius est une espèce monotypique de libellules de la famille des Gomphidae (sous-ordre des Anisoptères, ordre des Odonates).

## Répartition
Cette espèce est mentionnée au Brésil.

## Description
L'holotype de Praeviogomphus proprius, une femelle, mesure 48 mm. 

## Publication originale
- (en) Jean Belle, « On the female sex of some elusive South-American Gomphidae with the descriptions of three new genera and four new species (Odonata) », Zoologische Mededelingen, NBC, vol. 69, no 2,‎ 1995, p. 19-36 (ISSN 0024-0672 et 1876-2174, OCLC 212304577, lire en ligne).